# Kiss the Sky
Kiss the Sky jest wydaną pośmiertnie kompilacją utworów Jimiego Hendrixa, która ukazała się w 1984 roku.

## Lista utworów
Autorem wszystkich utworów (chyba że zaznaczono inaczej) jest Jimi Hendrix.
| Nr  | Tytuł utworu                       | Długość |
| --- | ---------------------------------- | ------- |
| 1.  | „Are You Experienced?”             | 4:15    |
| 2.  | „I Don’t Live Today (live)”        | 6:43    |
| 3.  | „Voodoo Child (Slight Return)”     | 5:14    |
| 4.  | „Stepping Stone”                   | 4:11    |
| 5.  | „Castles Made of Sand”             | 2:49    |
| 6.  | „Killing Floor (live)” (Burnett)   | 3:32    |
| 7.  | „Purple Haze”                      | 2:53    |
| 8.  | „Red House”                        | 3:57    |
| 9.  | „Crosstown Traffic”                | 2:20    |
| 10. | „Third Stone from the Sun”         | 6:46    |
| 11. | „All Along the Watchtower” (Dylan) | 3:58    |
|     |                                    | 46:38   |

## Artyści nagrywający płytę
- Jimi Hendrix – gitara, śpiew
- Mitch Mitchell – perkusja
- Noel Redding – gitara basowa
- Billy Cox – gitara basowa – 4